# The Tear Collector
The Tear Collector är ett studioalbum av svenska sångerskan Marit Bergman, utgivet 2009.

## Låtlista
1. "The Tear Collector"
2. "I Followed Him Around"
3. "Snow on the 10th of May"
4. "Tony"
5. "Maybe, We'll See"
6. "Bang Bang"
7. "In the Morning"
8. "Let Go!"
9. "Carry Me Home"
10. "Stay 'Til It's Over
11. "Hey Boy"
12. "The Emperor"
13. "Out on the Piers"
14. "Travelling Companion"